# 十島村立小宝島学園
十島村立小宝島学園（としまそんりつこたからじまがくえん）は、鹿児島県鹿児島郡十島村の小宝島にある村立の義務教育学校。
1930年から2016年3月のうち、1979年の廃校から1988年の再開までの9年を除いた77年間、十島村立宝島小中学校の分校であった。

## 概要
トカラ列島（十島村）の南部にある小宝島に唯一ある義務教育学校である。2016年3月までは宝島にある十島村立宝島小中学校の分校であった。また、十島村山海留学制度が行われており、島外からの留学生の受け入れを行っている。
1930年以前の小宝島には教育施設は設置されていなかったが、宝島小学が公立移管された際に同時に小宝島分教場が設置された。しかし、1979年に児童生徒数が減少し一時廃校となった。その後1988年には小学校が、翌年1989年に中学校が再開された。
1958年の在籍者数は小学校に14名、中学校に4名。2001年の在籍者数は小学校に3名、中学校に1名。2019年時点の在籍者数は小学校に5名、中学校に5名となっている。そのうち小学生1名、中学生4名が山海留学生である。また、島民の約1/5が小中学生である。
2022年現在の在籍数は小学生5名・中学生3名。
小宝島中学校は県内の公立高等学校のうち全日制普通科に設定されている学区の制限を受けない中学校のひとつに指定されている。

## 沿革
- 1930年（昭和5年） - 宝島尋常小学校小宝島分教場として設置される[4]。
- 1941年（昭和16年） - 国民学校令が施行されたのに伴い、宝島国民学校小宝島分教場に改称。
- 1948年（昭和23年） - 学制改革に伴い、宝島小中学校小宝島分校に改称。
- 1952年（昭和27年） - トカラ列島が本土復帰し、同時に十島村が発足。十島村立宝島小中学校に改称。
- 1979年（昭和54年） - 児童生徒数減少に伴い廃校となる[5]。
- 1988年（昭和63年） - 小学校のみが十島村立宝島小中学校小宝島分校として再開[5]。
- 1989年（平成元年） - 中学校が再開する[5]。
- 2016年（平成28年） - 宝島小中学校から独立し、十島村立小宝島小中学校となる。
- 2024年（令和6年）4月1日 - 十島村立小中併設校の義務教育学校への移行に伴い十島村立小宝島学園となる[6][7]。

## 通学区域
- 十島村
  - 小宝島の全域

## 周辺
- 小宝島温泉
- 小宝島港